# Slobozia (Giurgiu)
Pour les articles homonymes, voir Slobozia.
Slobozia est une commune du județ de Giurgiu en Roumanie.